# Mococa (ort)
Mococa är en ort i Brasilien.   Den ligger i kommunen Mococa och delstaten São Paulo, i den sydöstra delen av landet, 600 km söder om huvudstaden Brasília. Mococa ligger 617 meter över havet och antalet invånare är 59 654.
Terrängen runt Mococa är platt åt nordväst, men åt sydost är den kuperad. Mococa är det största samhället i trakten.
Omgivningarna runt Mococa är huvudsakligen savann. Runt Mococa är det ganska tätbefolkat, med 108 invånare per kvadratkilometer.